# Agustín Sienra
Agustín Sienra (nacido el 14 de julio de 1999) es un futbolista profesional argentino que juega como central en el club español Club Deportivo Castellón de la Liga Hypermotion.

## Trayectoria
Comenzó su carrera en Defensores Santa Catalina, antes de fichar posteriormente por Newell's Old Boys.  
En 2016, tras una prueba, se incorporó a las categorías inferiores de Defensa y Justicia,  pasó al primer equipo a finales de 2020, apareciendo como suplente no utilizado en los partidos de la Copa Libertadores con Delfín (dos veces) y Olimpia y en un encuentro de la Copa de la Liga Profesional con Colón entre septiembre y noviembre.  Fue en este último mes que el central hizo su debut con la absoluta, disputando setenta y nueve minutos en una derrota nacional ante Central Córdoba el 29 de noviembre. 
El 5 de agosto de 2021, fue cedido a Villa San Carlos hasta diciembre de 2022.  
El 5 de enero de 2023, vuevle a salir cedido a San Martín de San Juan, ayudó a San Martín a lograr el ascenso a la máxima categoría en 2024.
El 7 de julio de 2025,  firma por una sola tempirada por el Club Deportivo Castellón de la Segunda División. 

## Clubes
| Club                     | País      | Año        |
| ------------------------ | --------- | ---------- |
| Defensa y Justicia       | Argentina | 2020-2021  |
| Villa San Carlos         | Argentina | 20221-2022 |
| San Martín de San Juan   | Argentina | 2023-2024  |
| Defensa y Justicia       | Argentina | 2025       |
| Club Deportivo Castellón | España    | 2025-Act   |